# 我们只是逃避
《我们只是逃避》（法語：Nous n'avons fait que fuir），是法国摇滚组合“黑色欲望”于2004年出版的一张专辑。该专辑录制于2002年7月21日蒙彼利埃-法国广播节的现场，整张专辑只有一首55分钟长诗，为组合主唱贝特朗·康塔所作，其灵感来自于莱奥·费雷。

## 创作过程
这首长诗最初是应法国广播电台的邀请而写的。为了完成这项主题自选的任务，“黑色欲望”最初设想为乐队取得的成功创作一些声乐景象，最终贝特朗·康塔选择在这个节日之前的巡回演出期间创作这首诗歌。诗歌和专辑都由同一家出版社Éditions Verticales出版。

## 戏剧
这首诗歌在法国曾被改编为现代戏剧搬上舞台。
2007年10月15日到2008年5月25日，由Florent Saclier执导的现代戏剧《我们只是逃避》在巴黎稻草人剧院等地进行了巡回演出，并得到了许多观众的好评。
2010年5月29日，《我们只是逃避》在中国武汉法语戏剧节上被湖北大学法语系Dionysia剧团改编为现代戏剧，以行为艺术的形式演出。该剧在演出现场曾将数十名中法观众包括评委赶上舞台并用铁栅栏包围，演员们时而自言自语，时而面对观众，猛烈地抨击了人们对于权威的屈服，艺术文化的消失，多样性的消失，并用语言、肢体、音乐等多种形式展开呼吁。
全剧由安德烈·色格拉（André Segarra）策划并导演，八位演员分别饰演预言家、两位艺术家、无政府主义者、疯子、“所有人先生”、批评家，和多愁善感者。其中的配乐节选于贝特朗·康塔的歌曲《失败的胜利者》（Gagnants Perdants）以及法国歌手Saez的摇滚风格专辑《J'accuse》。